# Bạc Liêu
Bạc Liêu là một phường thuộc tỉnh Cà Mau, Việt Nam.

## Địa lý
Phường Bạc Liêu có vị trí địa lý:
- Phía đông giáp xã Hưng Hội
- Phía tây giáp xã Hòa Bình và xã Vĩnh Hậu
- Phía nam giáp phường Hiệp Thành và phường Vĩnh Trạch
- Phía bắc giáp xã Vĩnh Lợi.

Phường Bạc Liêu có diện tích 29,73 km², dân số năm 2024 là 93.463 người, mật độ dân số đạt 3.143 người/km².

## Hành chính
Phường Bạc Liêu được chia thành 35 khóm: 1, 2, 3, 4, 5, 6, 7, 8, 9, 10, 11, 12, 13, 14, 15, 16, 17, 18, 19, 20, 21, 22, 23, 24, 25, 26, 27, 28, 29, 30, 31, Cầu Sập, Trà Kha, Trà Kha B, Trà Khứa.

## Lịch sử
Sau năm 1975, Phường 1, Phường 2, Phường 3, Phường 4, Phường 7, Phường 8 thuộc thị xã Bạc Liêu, tỉnh Bạc Liêu.
Ngày 20 tháng 9 năm 1975, Bộ Chính trị ban hành Nghị quyết số 245-NQ/TW về việc hợp nhất tỉnh Bạc Liêu, tỉnh Cà Mau và hai huyện An Biên, Vĩnh Thuận (ngoại trừ 2 xã Đông Yên và Tây Yên) của tỉnh Rạch Giá thành một tỉnh mới, tên gọi tỉnh mới cùng với nơi đặt tỉnh lỵ sẽ do địa phương đề nghị lên.
Ngày 20 tháng 12 năm 1975, Bộ Chính trị ban hành Nghị quyết số 19/NQ về việc hợp nhất tỉnh Bạc Liêu và tỉnh Cà Mau thành một tỉnh mới, tên gọi tỉnh mới cùng với nơi đặt tỉnh lỵ sẽ do địa phương đề nghị lên.
Ngày 24 tháng 2 năm 1976, Chính phủ Cách mạng Lâm thời Cộng hòa miền Nam Việt Nam ban hành Nghị định số 3/NQ/1976 về việc hợp nhất tỉnh Bạc Liêu và tỉnh Cà Mau thành một tỉnh mới, lấy tên là tỉnh Bạc Liêu – Cà Mau. Phường 1, Phường 2, Phường 3, Phường 4, Phường 7, Phường 8 thuộc thị xã Bạc Liêu, tỉnh Bạc Liêu – Cà Mau.
Ngày 10 tháng 3 năm 1976, Chính phủ ban hành Nghị quyết về việc:
- Thành lập tỉnh Minh Hải trên cơ sở đổi tên tỉnh Bạc Liêu – Cà Mau.
- Đổi tên thị xã Bạc Liêu thành thị xã Minh Hải.
- Phường 1, Phường 2, Phường 3, Phường 4, Phường 7, Phường 8 thuộc thị xã Bạc Liêu, tỉnh Minh Hải.

Ngày 29 tháng 12 năm 1978, Hội đồng Chính phủ ban hành Quyết định số 326-CP. Theo đó, Phường 1, Phường 2, Phường 3, Phường 4, Phường 7, Phường 8 thuộc thị xã Minh Hải, tỉnh Minh Hải.
Ngày 17 tháng 5 năm 1984, Hội đồng Bộ trưởng ban hành Quyết định số 75-HĐBT về việc đổi tên thị xã Minh Hải thành thị xã Bạc Liêu thuộc tỉnh Minh Hải. Khi đó, Phường 1, Phường 2, Phường 3, Phường 4, Phường 7, Phường 8 thuộc thị xã Bạc Liêu.
Ngày 2 tháng 2 năm 1991, Ban Tổ chức – Cán bộ của Chính phủ ban hành Quyết định số 51/QĐ-TCCP về việc:
- Giải thể Phường 1 để sáp nhập vào địa bàn Phường 3 và Phường 8.
- Sáp nhập Phường 4 vào Phường 7.

Ngày 6 tháng 11 năm 1996, Quốc hội ban hành Nghị quyết về việc chia tỉnh Minh Hải thành tỉnh Bạc Liêu, tỉnh Cà Mau. Khi đó, Phường 2, Phường 3, Phường 7, Phường 8 thuộc thị xã Bạc Liêu, tỉnh Bạc Liêu.
Ngày 13 tháng 5 năm 2002, Chính phủ ban hành Nghị định số 55/2002/NĐ-CP về việc thành lập Phường 1 thuộc thị xã Bạc Liêu trên cơ sở điều chỉnh 582,6 ha diện tích tự nhiên và 17.568 nhân khẩu của Phường 7.
Sau khi điều chỉnh địa giới hành chính, Phường 7 còn lại 305,37 ha diện tích tự nhiên và 16.066 nhân khẩu.
Ngày 27 tháng 8 năm 2010, Chính phủ ban hành Nghị quyết số 32/NQ-CP về việc thành lập thành phố Bạc Liêu thuộc tỉnh Bạc Liêu. Phường 1, Phường 2, Phường 3, Phường 7, Phường 8 trực thuộc thành phố Bạc Liêu.
Ngày 24 tháng 10 năm 2024, Ủy ban Thường vụ Quốc hội ban hành Nghị quyết số 1254/NQ-UBTVQH15 về việc sắp xếp đơn vị hành chính cấp xã của tỉnh Bạc Liêu giai đoạn 2023 – 2025 (nghị quyết có hiệu lực từ ngày 1 tháng 12 năm 2024). Theo đó, điều chỉnh 5,26 km² diện tích tự nhiên và quy mô dân số 3.553 người của Phường 8 vào Phường 3.
Sau khi điều chỉnh địa giới hành chính:
- Phường 3 có 6,19 km² diện tích tự nhiên và quy mô dân số 22.432 người.
- Phường 8 có 5,77 km² diện tích tự nhiên và quy mô dân số 10.144 người.

Ngày 10 tháng 12 năm 2024, HĐND tỉnh Bạc Liêu ban hành Nghị quyết số 58/NQ-HĐND về việc đổi tên Khóm 8, Phường 8 thành Khóm 9, Phường 3.
Tính đến ngày 31/12/2024:
- Phường 1 có 7 khóm: 1, 5, 6, 7, 8, 9, 10.
- Phường 2 có 6 khóm: 1, 2, 3, 4, 5, 6.
- Phường 3 có 10 khóm: 1, 2, 3, 4, 5, 6, 7, 8, 9, Trà Kha B.
- Phường 7 có 6 khóm: 1, 2, 3, 4, 5, 6.
- Phường 8 có 8 khóm: 1, 2, 3, 8, Cầu Sập, Trà Kha, Trà Kha B, Trà Khứa.

Ngày 12 tháng 6 năm 2025, Quốc hội ban hành Nghị quyết số 202/2025/QH15 về việc sắp xếp đơn vị hành chính cấp tỉnh (nghị quyết có hiệu lực từ ngày 12 tháng 6 năm 2025). Theo đó, sáp nhập tỉnh Bạc Liêu vào tỉnh Cà Mau.
Ngày 16 tháng 6 năm 2025, Ủy ban Thường vụ Quốc hội ban hành Nghị quyết số 1655/NQ-UBTVQH15 về việc sắp xếp các đơn vị hành chính cấp xã của tỉnh Cà Mau năm 2025 (nghị quyết có hiệu lực từ ngày 16 tháng 6 năm 2025). Theo đó, thành lập phường Bạc Liêu thuộc tỉnh Cà Mau trên cơ sở toàn bộ 5,98 km² diện tích tự nhiên, quy mô dân số là 24.456 người của Phường 1; toàn bộ 8,83 km² diện tích tự nhiên, quy mô dân số là 15.735 người của Phường 2; toàn bộ 6,19 km² diện tích tự nhiên, quy mô dân số là 23.049 người của Phường 3; toàn bộ 2,96 km² diện tích tự nhiên, quy mô dân số là 20.506 người của Phường 7 và toàn bộ 5,77 km² diện tích tự nhiên, quy mô dân số là 9.717 người của Phường 8 thuộc thành phố Bạc Liêu, tỉnh Bạc Liêu.
Phường Bạc Liêu có 29,73 km² diện tích tự nhiên và quy mô dân số là 93.463 người.
Năm 2025, HĐND phường Bạc Liêu ban hành Nghị quyết về việc:
- Đổi tên Khóm 10 thuộc Phường 1 cũ thành Khóm 1 thuộc phường Bạc Liêu.
- Đổi tên Khóm 1 thuộc Phường 1 cũ thành Khóm 2 thuộc phường Bạc Liêu.
- Đổi tên Khóm 5 thuộc Phường 1 cũ thành Khóm 3 thuộc phường Bạc Liêu.
- Đổi tên Khóm 6 thuộc Phường 1 cũ thành Khóm 4 thuộc phường Bạc Liêu.
- Đổi tên Khóm 7 thuộc Phường 1 cũ thành Khóm 5 thuộc phường Bạc Liêu.
- Đổi tên Khóm 9 thuộc Phường 1 cũ thành Khóm 6 thuộc phường Bạc Liêu.
- Đổi tên Khóm 8 thuộc Phường 1 cũ thành Khóm 7 thuộc phường Bạc Liêu.
- Đổi tên Khóm 3 thuộc Phường 3 cũ thành Khóm 8 thuộc phường Bạc Liêu.
- Đổi tên Khóm 4 thuộc Phường 3 cũ thành Khóm 9 thuộc phường Bạc Liêu.
- Đổi tên Khóm 2 thuộc Phường 3 cũ thành Khóm 10 thuộc phường Bạc Liêu.
- Đổi tên Khóm 1 thuộc Phường 3 cũ thành Khóm 11 thuộc phường Bạc Liêu.
- Đổi tên Khóm 5 thuộc Phường 3 cũ thành Khóm 12 thuộc phường Bạc Liêu.
- Đổi tên Khóm 6 thuộc Phường 3 cũ thành Khóm 13 thuộc phường Bạc Liêu.
- Đổi tên Khóm 7 thuộc Phường 3 cũ thành Khóm 14 thuộc phường Bạc Liêu.
- Đổi tên Khóm 8 thuộc Phường 3 cũ thành Khóm 15 thuộc phường Bạc Liêu.
- Đổi tên Khóm 4 thuộc Phường 7 cũ thành Khóm 16 thuộc phường Bạc Liêu.
- Đổi tên Khóm 6 thuộc Phường 7 cũ thành Khóm 17 thuộc phường Bạc Liêu.
- Đổi tên Khóm 5 thuộc Phường 7 cũ thành Khóm 18 thuộc phường Bạc Liêu.
- Đổi tên Khóm 3 thuộc Phường 7 cũ thành Khóm 19 thuộc phường Bạc Liêu.
- Đổi tên Khóm 2 thuộc Phường 7 cũ thành Khóm 20 thuộc phường Bạc Liêu.
- Đổi tên Khóm 1 thuộc Phường 7 cũ thành Khóm 21 thuộc phường Bạc Liêu.
- Đổi tên Khóm 1 thuộc Phường 8 cũ thành Khóm 22 thuộc phường Bạc Liêu.
- Đổi tên Khóm 2 thuộc Phường 8 cũ thành Khóm 23 thuộc phường Bạc Liêu.
- Đổi tên Khóm 3 thuộc Phường 8 cũ thành Khóm 24 thuộc phường Bạc Liêu.
- Đổi tên Khóm 9 thuộc Phường 3 cũ thành Khóm 25 thuộc phường Bạc Liêu.
- Đổi tên Khóm 5 thuộc Phường 2 cũ thành Khóm 26 thuộc phường Bạc Liêu.
- Đổi tên Khóm 6 thuộc Phường 2 cũ thành Khóm 27 thuộc phường Bạc Liêu.
- Đổi tên Khóm 3 thuộc Phường 2 cũ thành Khóm 28 thuộc phường Bạc Liêu.
- Đổi tên Khóm 4 thuộc Phường 2 cũ thành Khóm 29 thuộc phường Bạc Liêu.
- Đổi tên Khóm 2 thuộc Phường 2 cũ thành Khóm 30 thuộc phường Bạc Liêu.
- Đổi tên Khóm 1 thuộc Phường 2 cũ thành Khóm 31 thuộc phường Bạc Liêu.
- Giữ nguyên 4 khóm: Cầu Sập, Trà Kha, Trà Kha B, Trà Khứa.

Phường Bạc Liêu có 35 khóm: 1, 2, 3, 4, 5, 6, 7, 8, 9, 10, 11, 12, 13, 14, 15, 16, 17, 18, 19, 20, 21, 22, 23, 24, 25, 26, 27, 28, 29, 30, 31, Cầu Sập, Trà Kha, Trà Kha B, Trà Khứa.

## Du lịch
- Quảng trường Hùng Vương: Đường Nguyễn Tất Thành, khóm 7.

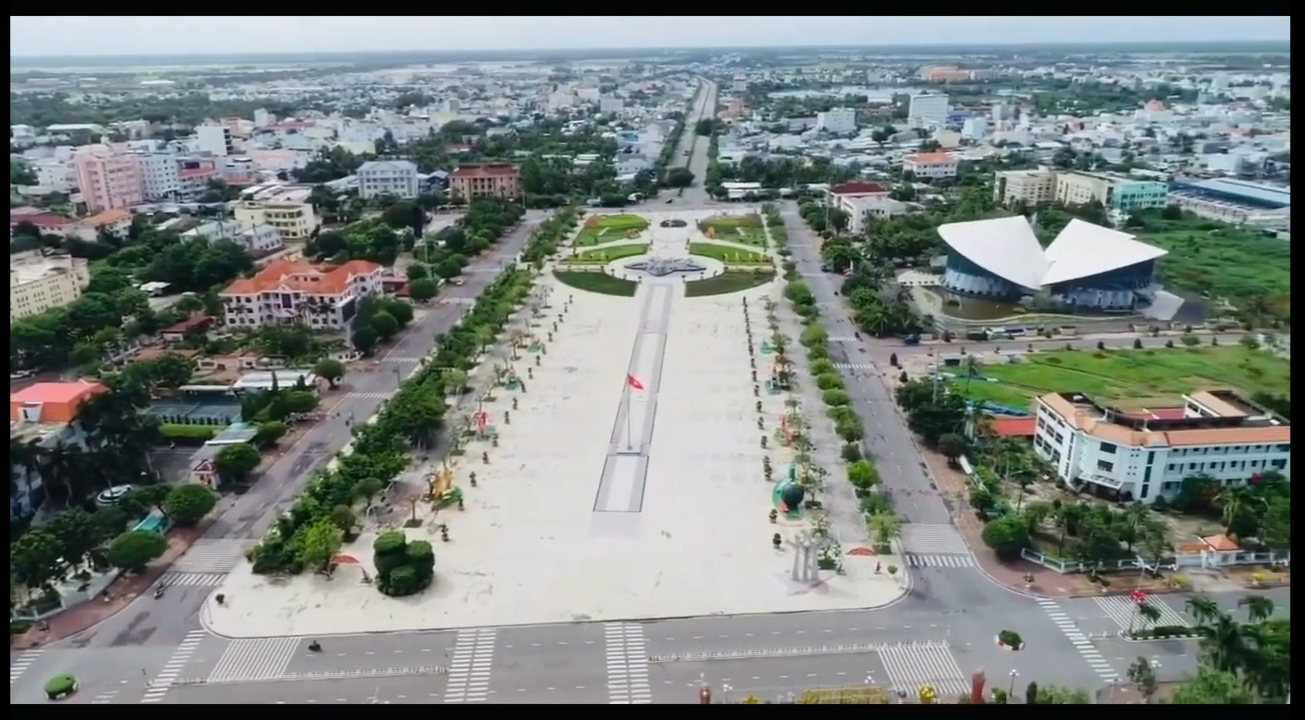
Toàn cảnh Quảng trường Hùng Vương nhìn từ trên cao theo hướng đường Nguyễn Tất Thành

- Khu du lịch sinh thái Hồ Nam - Bạc Liêu: Số 01, đường Trần Quang Diệu, khóm 10.
- Khu lưu niệm cố nhạc sĩ Cao Văn Lầu: Đường Ninh Bình, khóm 4.
- Khu nhà Công tử Bạc Liêu: Số 13, đường Điện Biên Phủ, khóm 1.
- Phước Đức cổ miếu (Chùa Bang): Số 74, đường Điện Biên Phủ.

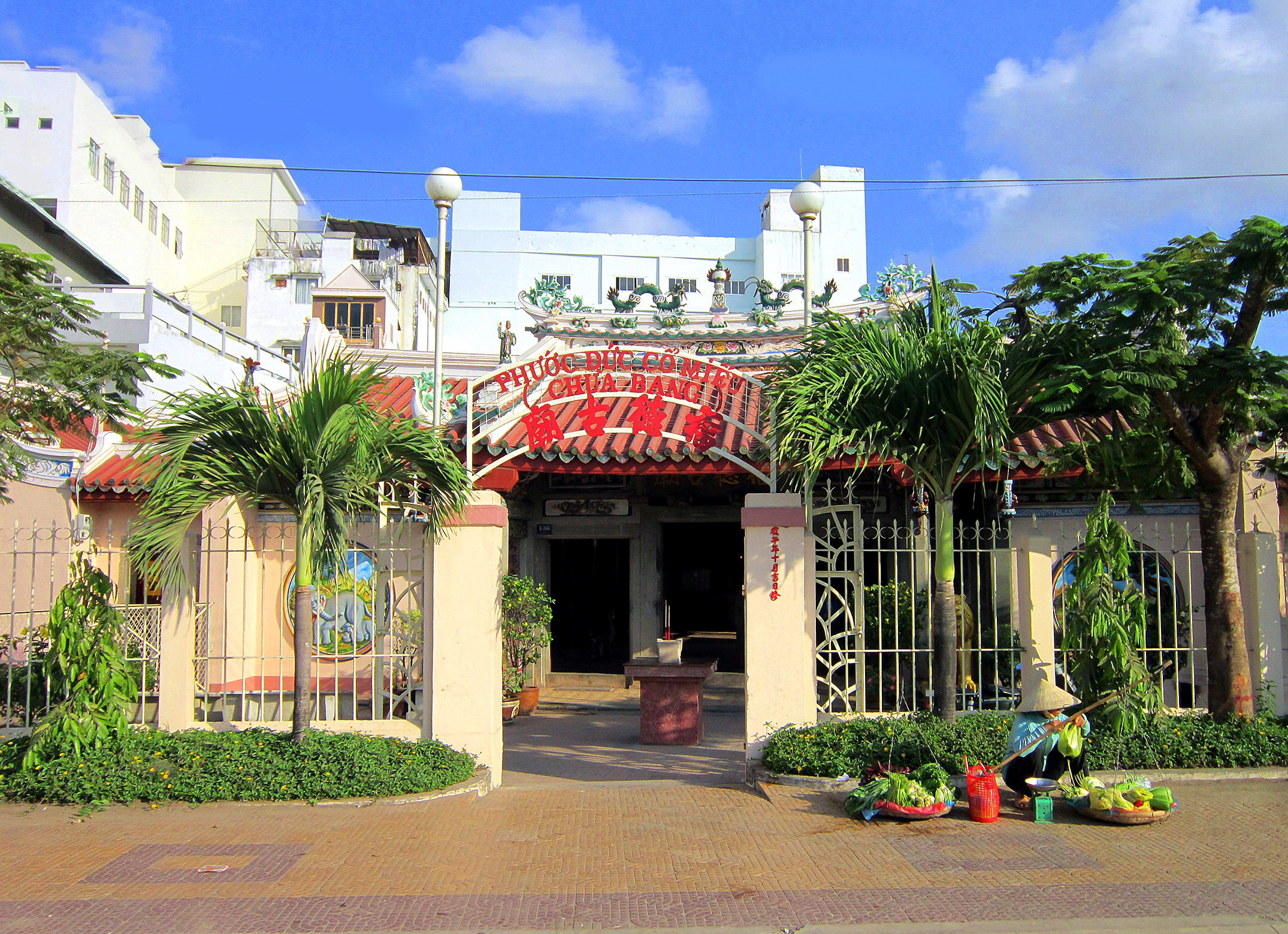
Phước Đức cổ miếu

## Giao thông
- Đường tránh Quốc lộ 1
- Đường Nam Sông Hậu
- Trần Phú (Quốc lộ 1 cũ)
- Trần Huỳnh
- Võ Thị Sáu
- 23 tháng 8 (Quốc lộ 1 cũ)
- Nguyễn Đình Chiểu
- Bà Huyện Thanh Quan
- Hùng Vương
- Võ Văn Kiệt
- Nguyễn Hữu Nghĩa
- Ung Văn Khiêm
- Nguyễn Việt Khái
- Lê Đại Hành
- Nguyễn Trường Tộ
- Bế Văn Đàn
- Kim Đồng
- Lê Thị Riêng
- Nguyễn Hồng Khanh
- Nguyễn Thông
- Lê Lợi
- Nguyễn Huệ
- Hòa Bình
- Điện Biên Phủ
- Phan Ngọc Hiển
- Hoàng Văn Thụ
- Hai Bà Trưng
- Đặng Thùy Trâm
- Đoàn Thị Điểm
- Trương Chính Thanh
- Kinh Xáng
- 30 tháng 4
- Hà Huy Tập
- Lê Văn Duyệt
- Phan Đình Phùng
- Lý Thường Kiệt
- Minh Diệu
- Võ Thị Sáu
- Đinh Bộ Lĩnh
- Trần Văn Thời
- Ngô Gia Tự
- Thủ Khoa Huân
- Hùng Vương
- 3 tháng 2
- Nguyễn Tất Thành
- Hòa Bình
- Nguyễn Văn Linh
- Lê Duẩn
- Nguyễn Thái Học
- Hương Lộ 6
- Nguyễn Thị Định
- Nguyễn Công Tộc
- Cách Mạng
- Tăng Hồng Phúc
- Châu Văn Đặng
- Hoàng Diệu
- Trần Văn Ơn
- Phan Đình Giót
- Ngô Quang Nhã
- Lê Khắc Xương
- Trần Quang Diệu
- Nguyễn Chí Thanh
- Nguyễn Thái Bình
- Phạm Hồng Thám
- Bùi Thị Xuân
- Trần Quang Diệu
- Lê Trọng Tấn
- Cao Văn Lầu
- Ninh Bình
- Hoa Lư
- Nguyễn Thị Minh Khai
- Lê Hồng Phong
- Ngô Quyền
- Kinh Xáng
- Công Xi Rượu
- Tô Hiến Thành
- Nguyễn Văn Trỗi
- Phan Văn Trị
- Nam Kỳ Khởi Nghĩa
- Ấp Chiến Lược
- Nguyễn Vĩnh Nghiệp
- Nguyễn Lương Bằng
- Lê Thị Huỳnh
- Tạ Thị Huệ
- Trần Văn Đại
- Lê Thị Mười
- Trần Thanh Viết
- Nguyễn Hồng Khanh
- Nguyễn Thị Nho
- Trương Hán Siêu
- Trần Văn Mẫn
- Tào Văn Tỵ
- Châu Thị Tám
- Trần Hồng Dân
- Phạm Thị Út
- Nguyễn Bá Tụi

## Hình ảnh

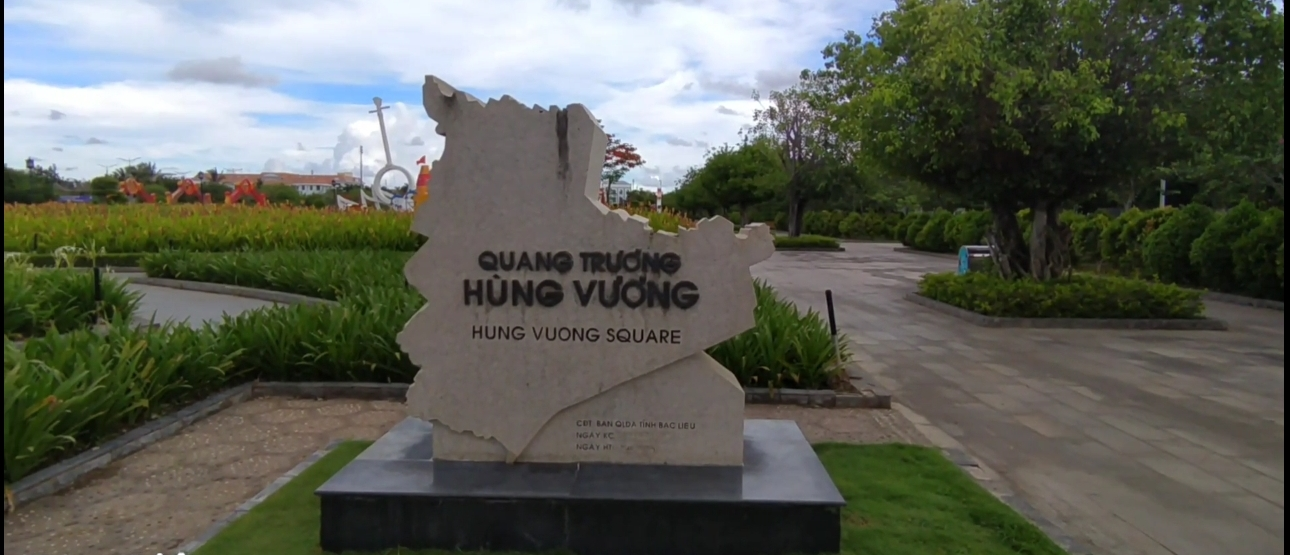
Bản đồ đá tỉnh Bạc Liêu
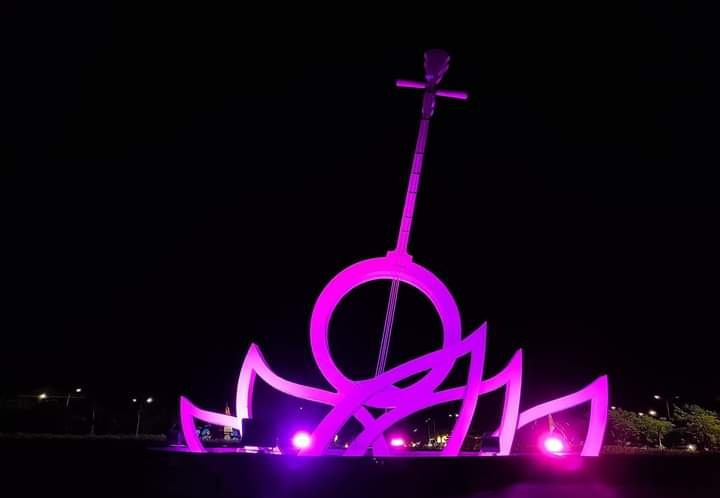
Cây đờn kìm về đêm 1
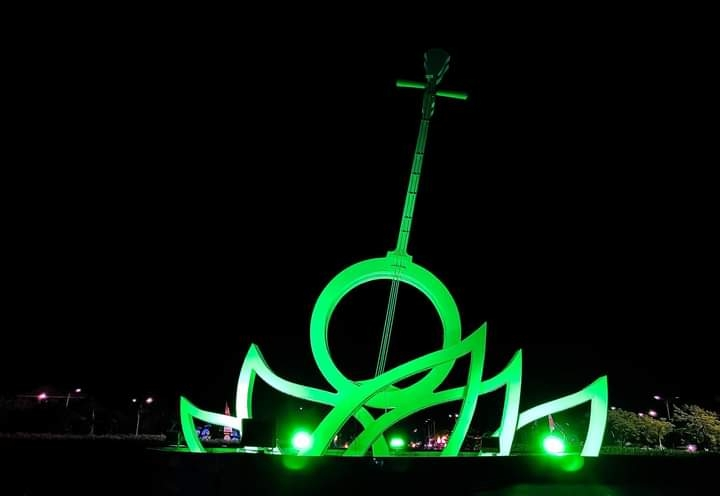
Cây đờn kìm về đêm 2
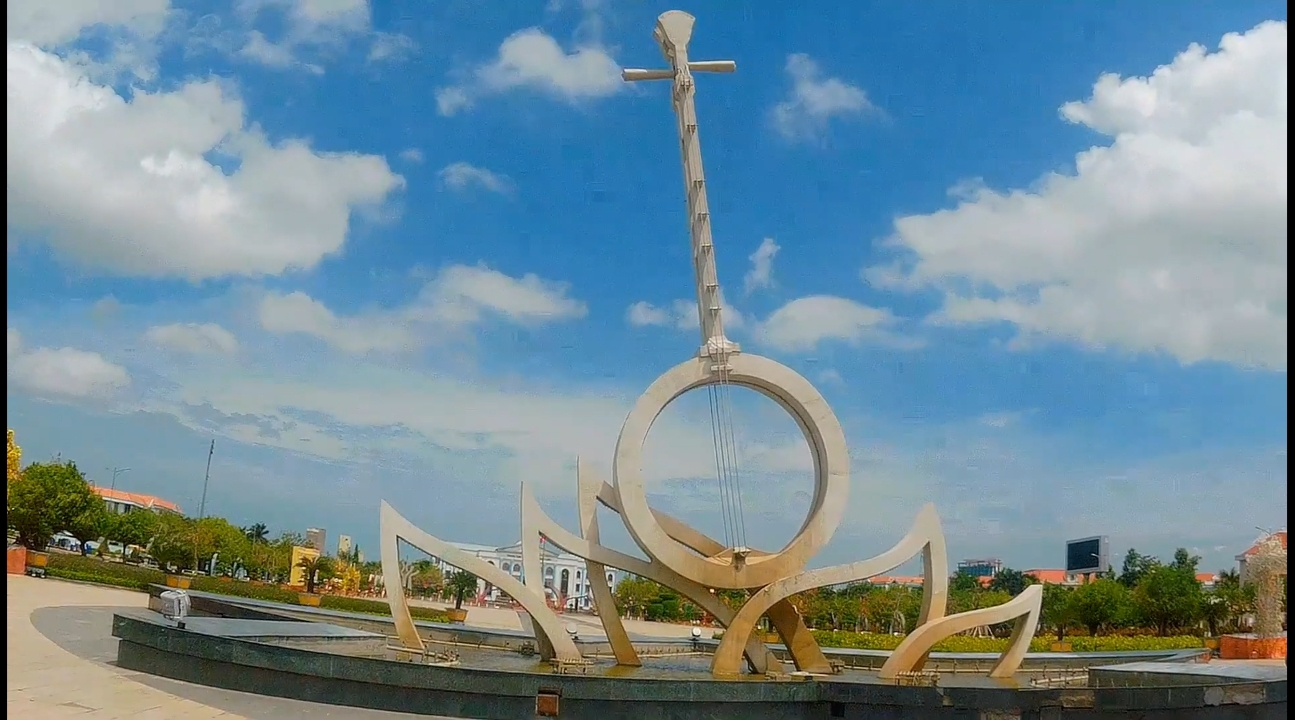
Biểu tượng cây đờn kìm
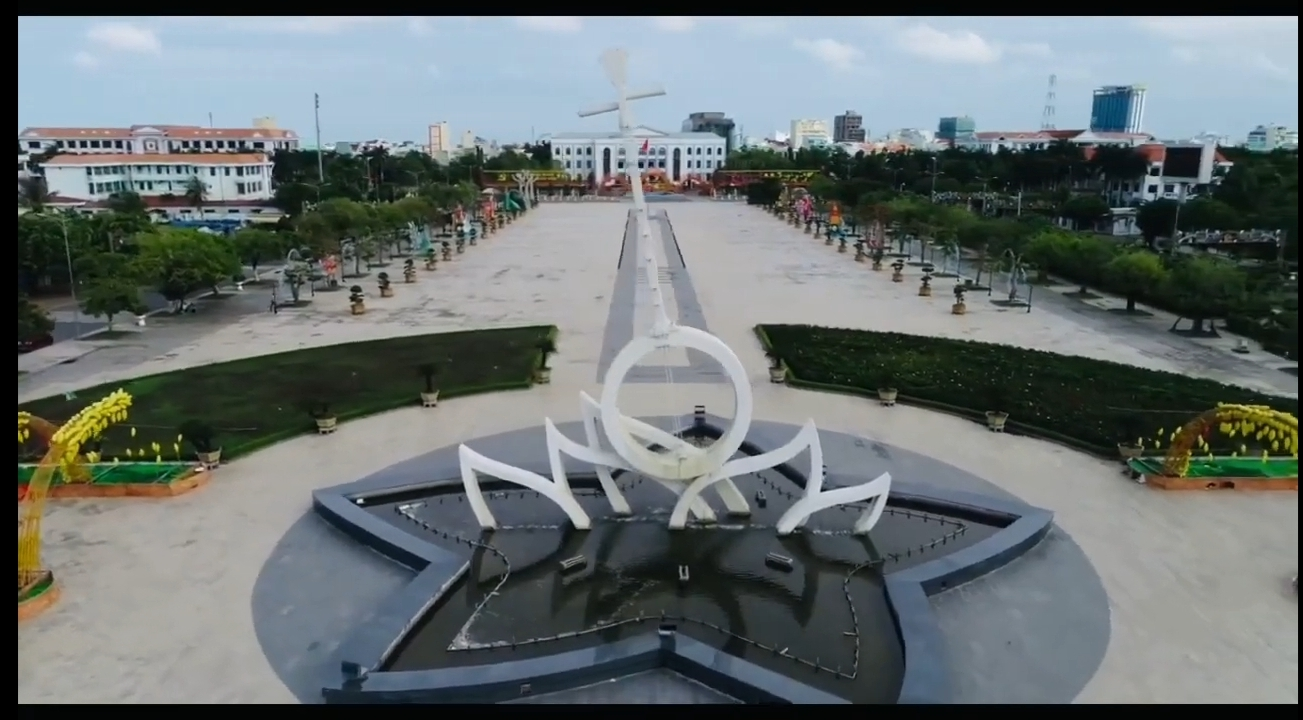
Cây đờn kìm nhìn từ đường Nguyễn Tất Thành
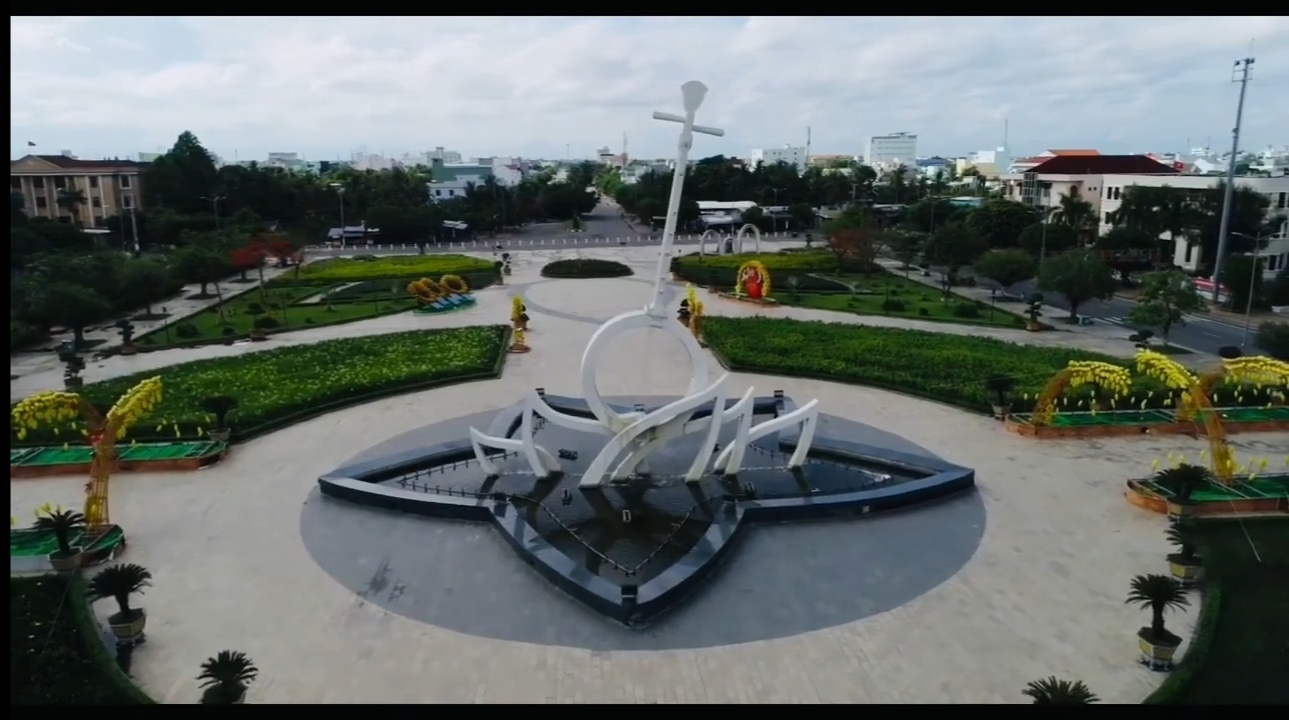
Cây đờn kìm nhìn từ đường Trần Huỳnh
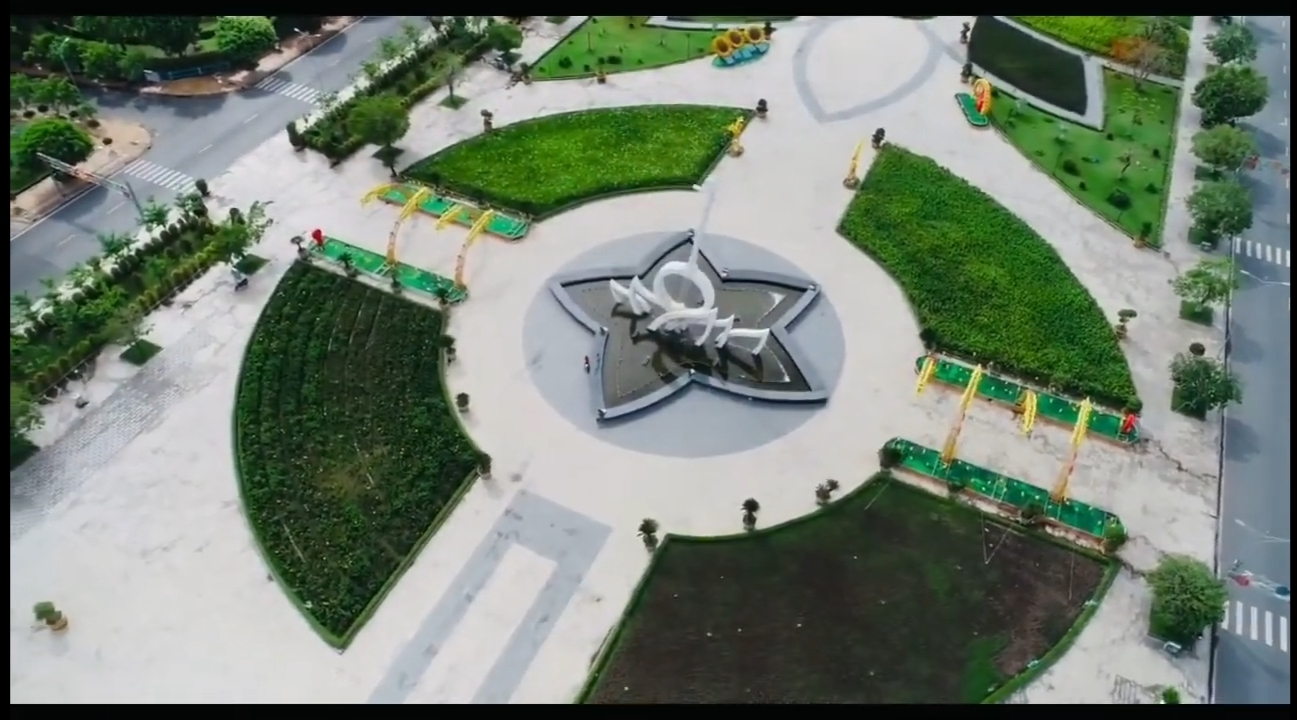
Cây đờn kìm nhìn từ trên cao
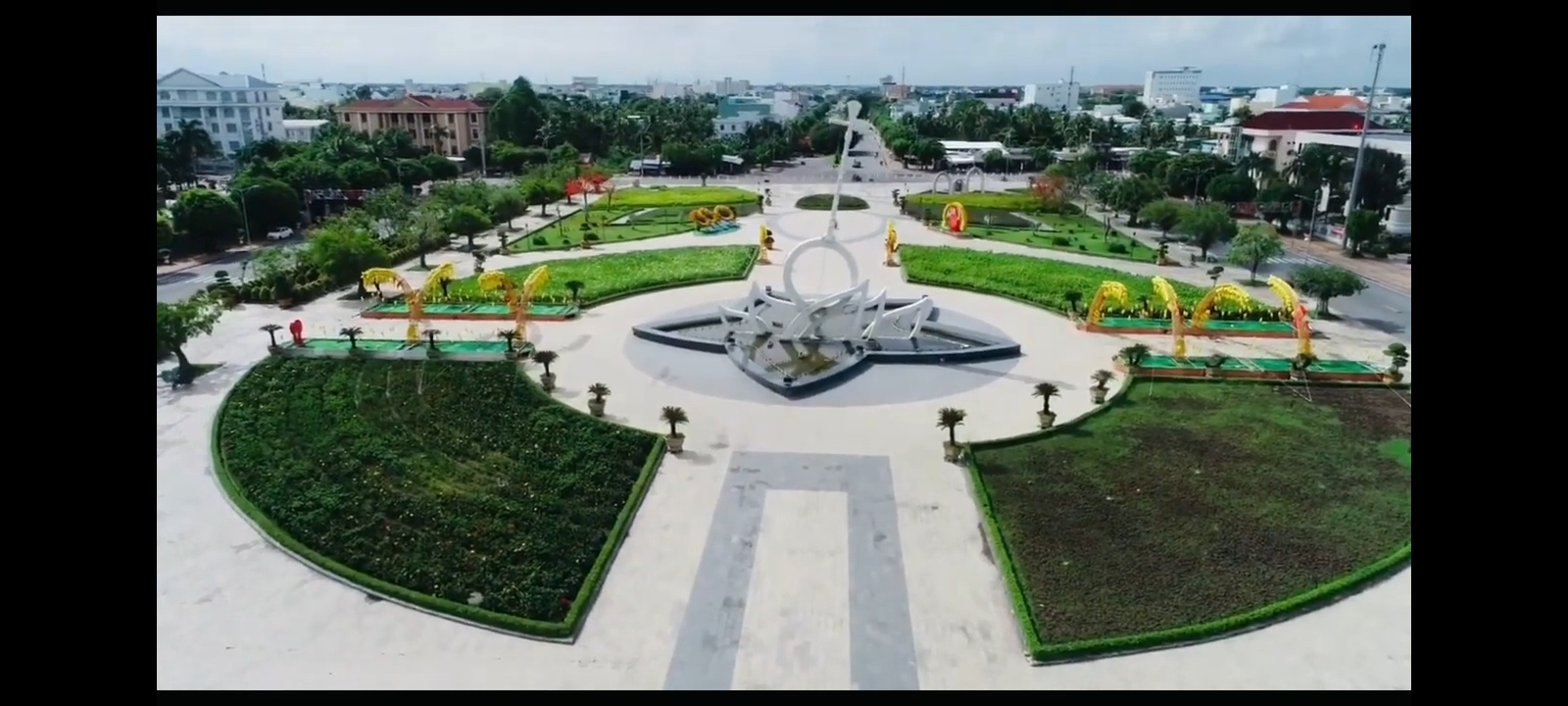
Toàn cảnh trung tâm cây đờn kìm
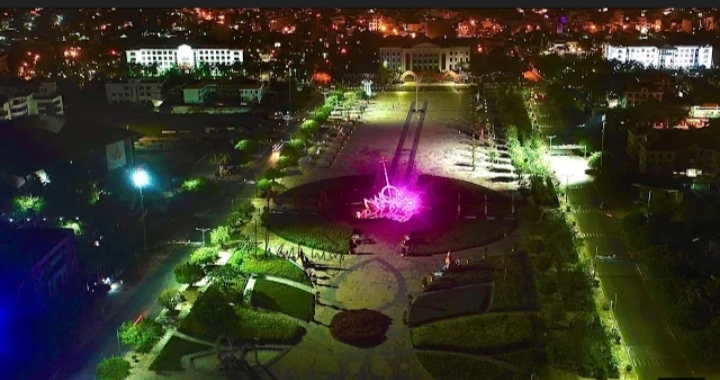
Quảng trường Hùng Vương về đêm 1
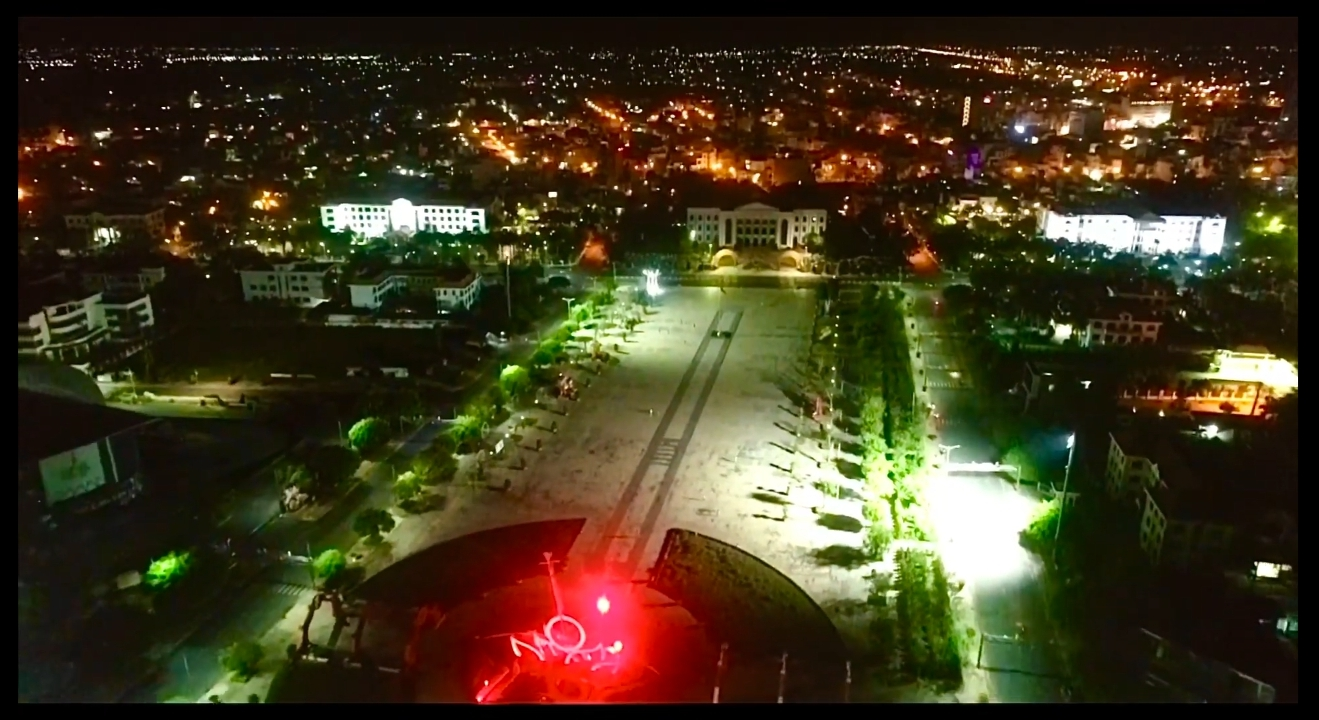
Quảng trường Hùng Vương về đêm 2
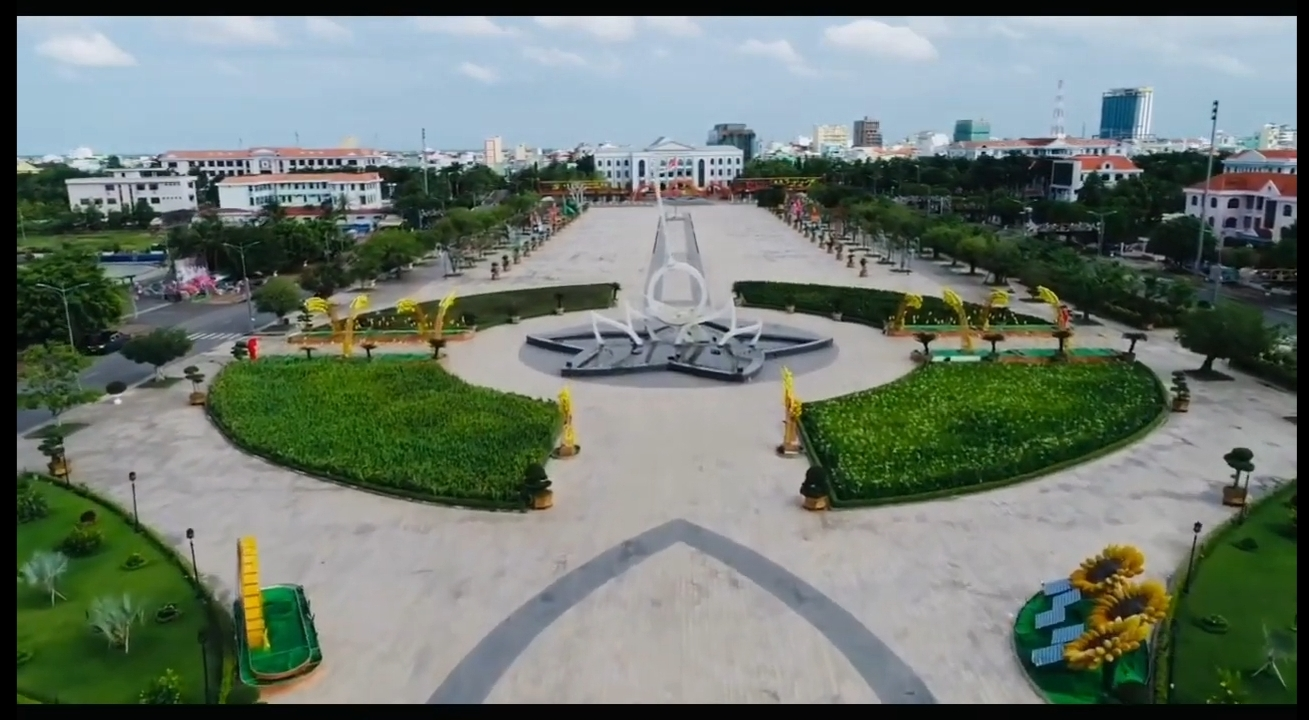
Một góc của cây đờn kìm
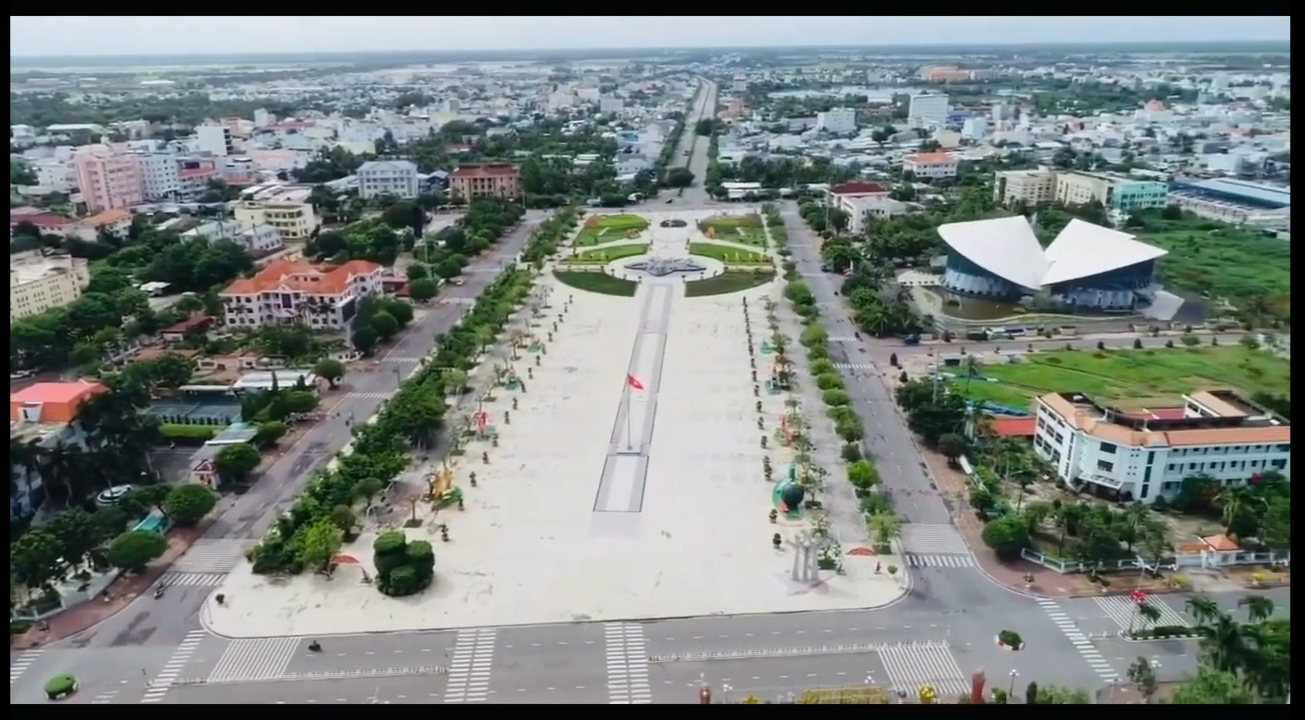
Toàn cảnh Quảng trường Hùng Vương nhìn từ trên cao theo hướng đường Nguyễn Tất Thành
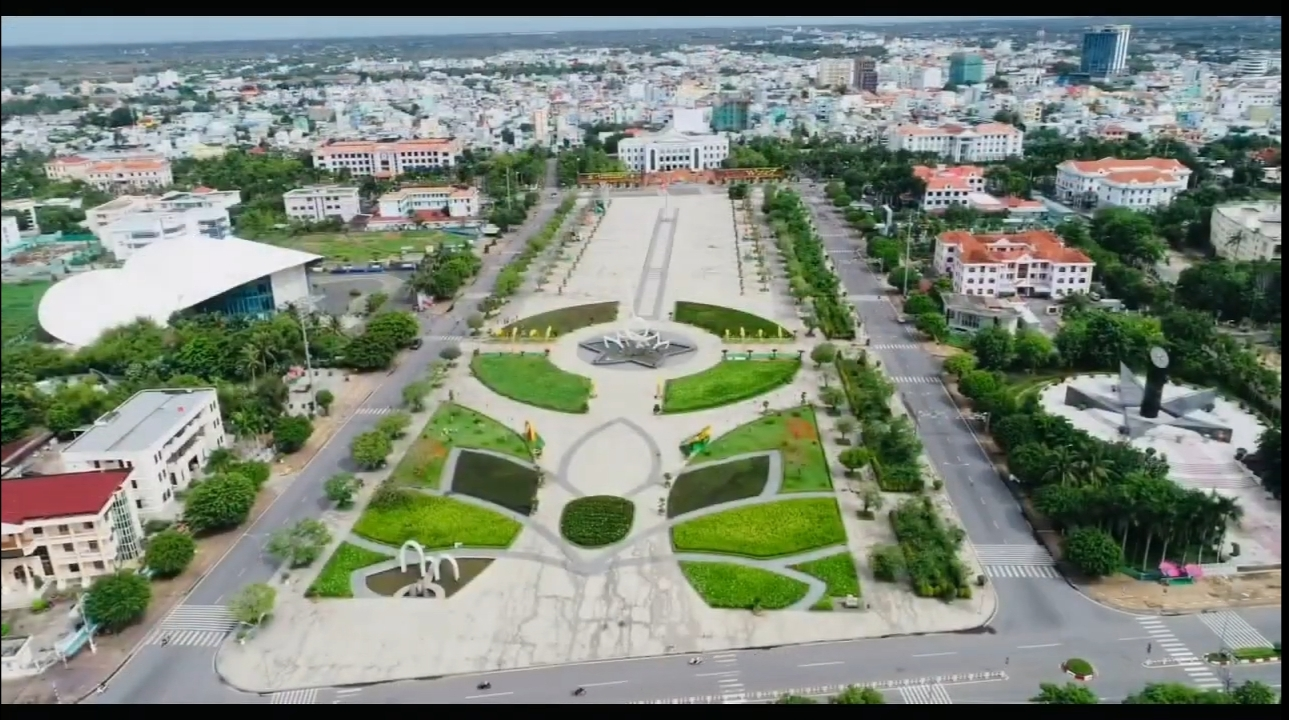
Toàn cảnh Quảng trường Hùng Vương nhìn từ trên cao theo hướng đường Trần Huỳnh
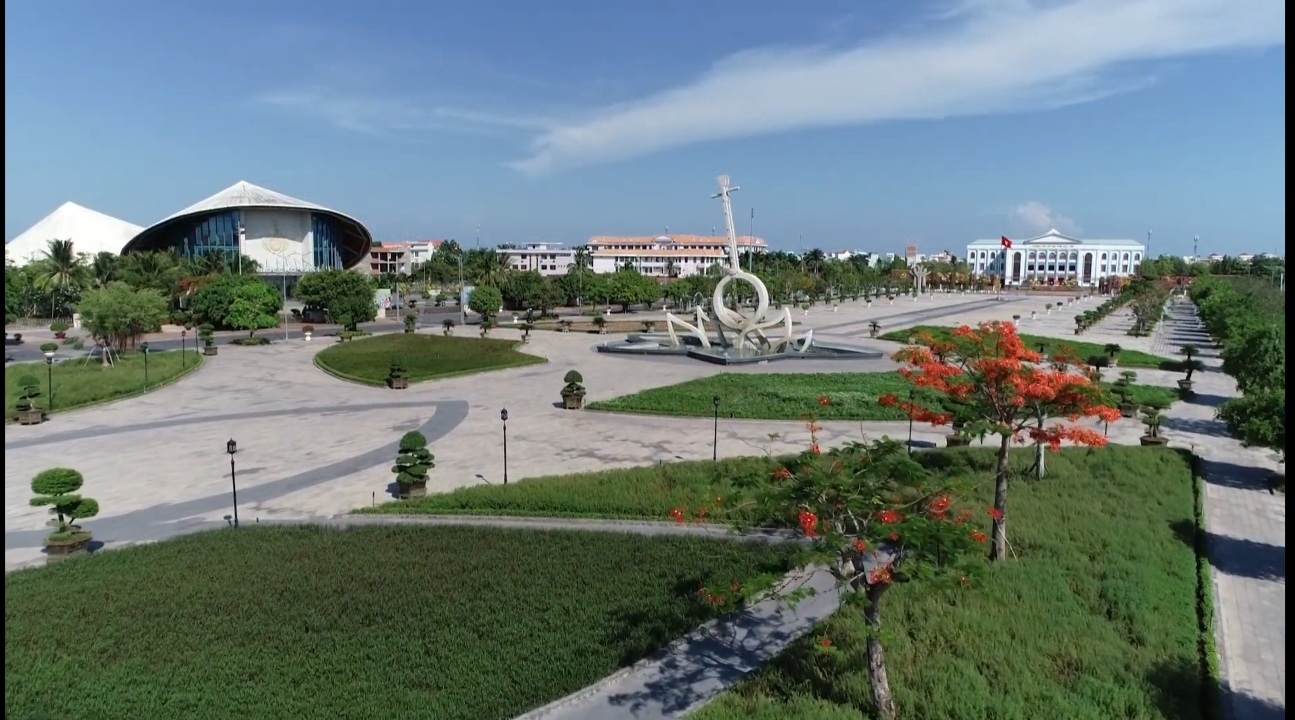
Một góc Quảng trường Hùng Vương
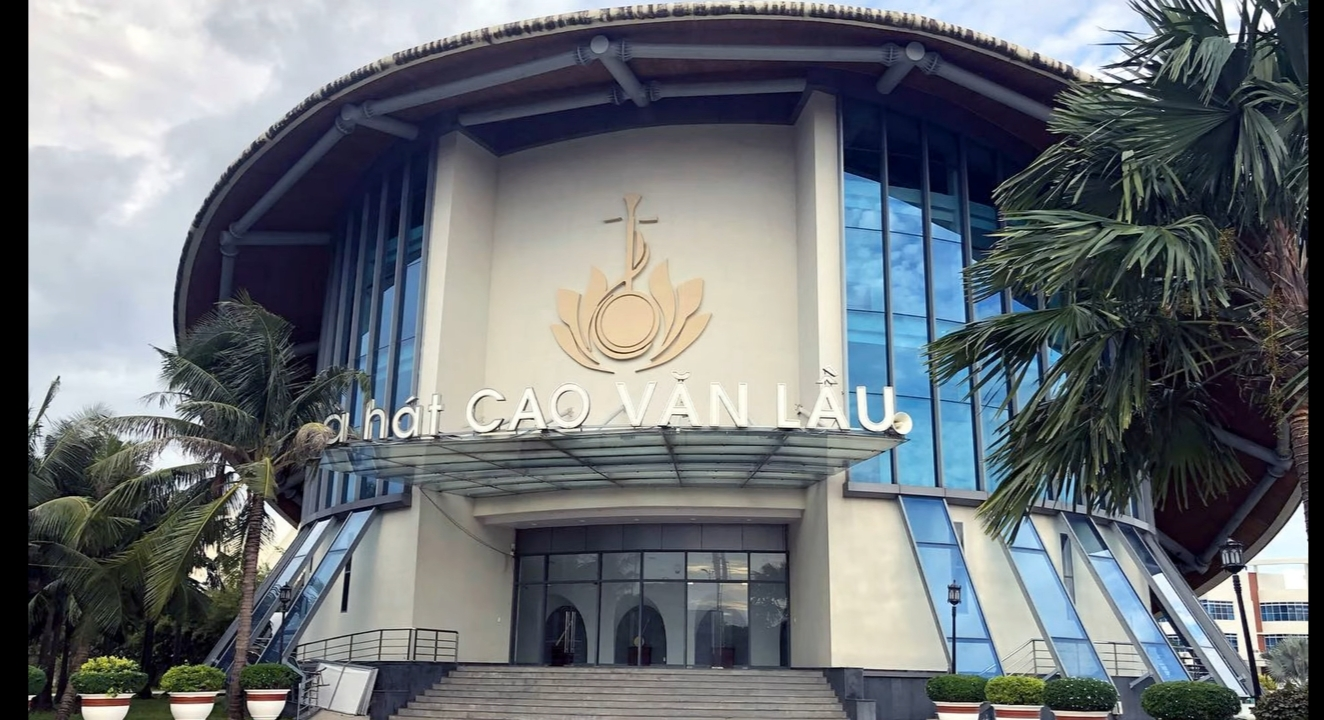
Nhà hát Cao Văn Lầu
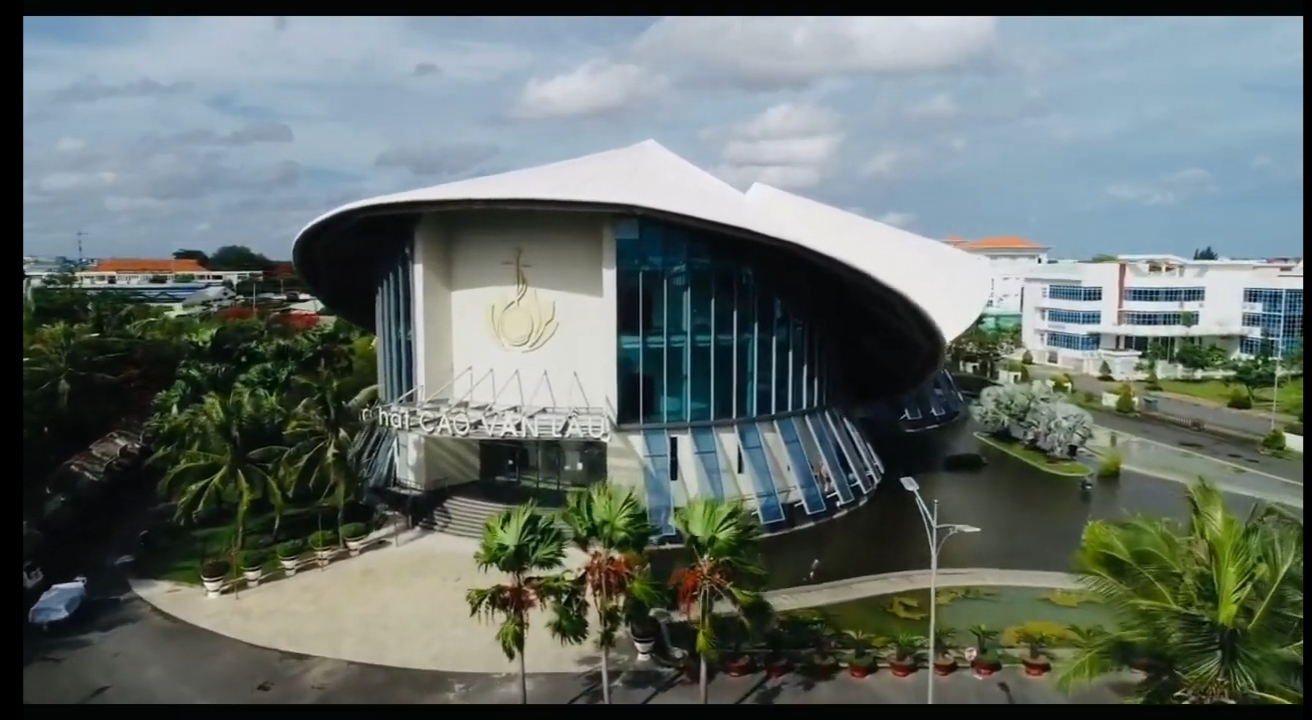
Nhà hát Cao Văn Lầu mặt chính
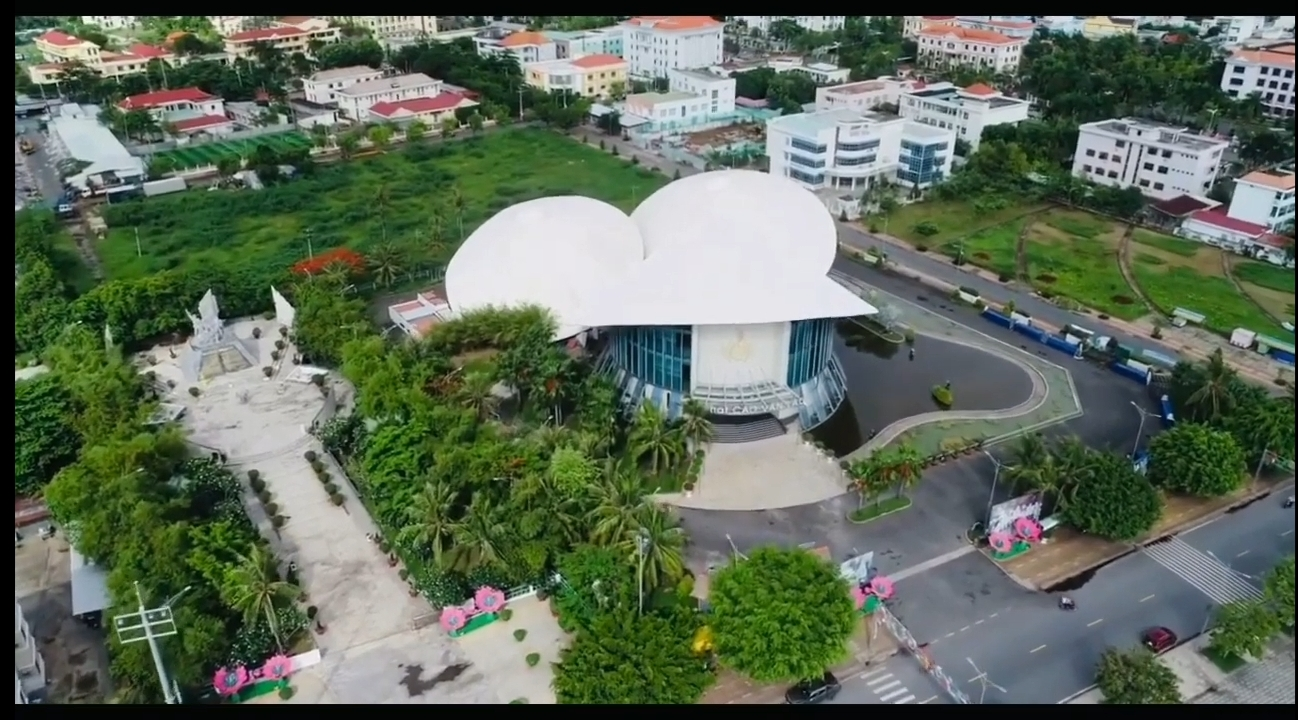
Nhà hát Cao Văn Lầu nhìn từ trên cao
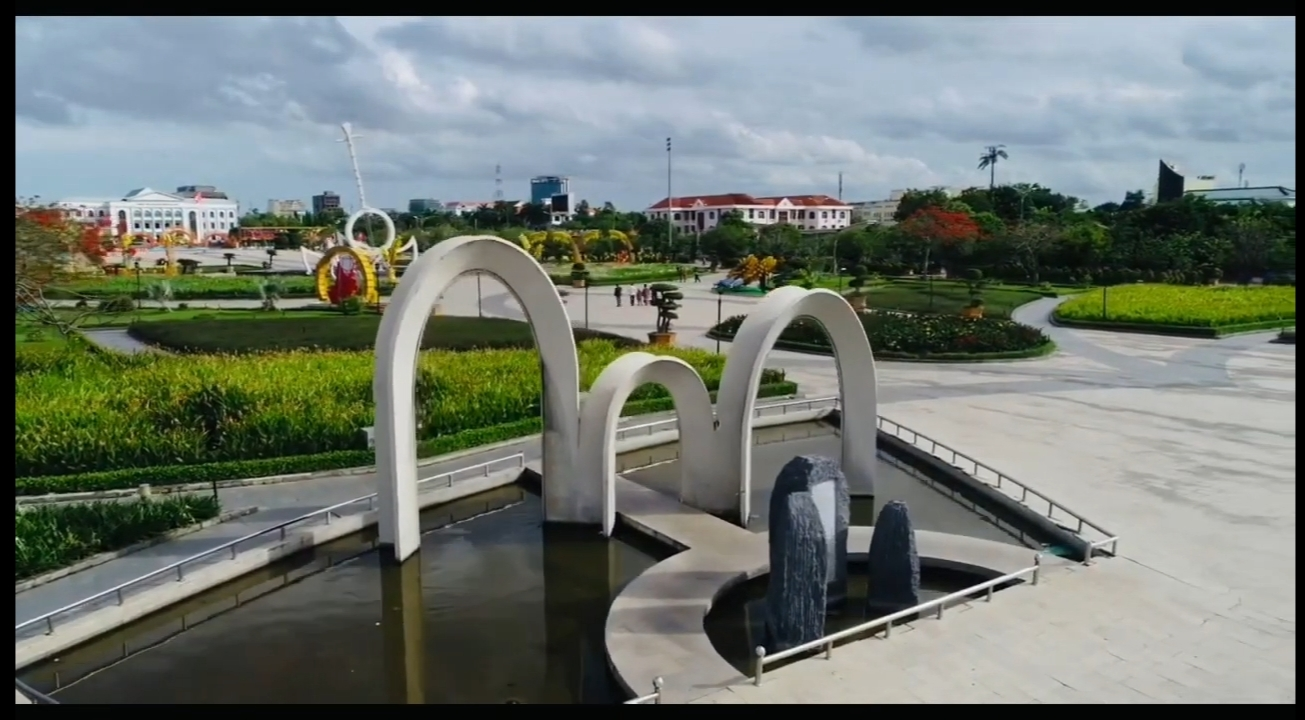
Biểu tượng kết nghĩa Bạc Liêu – Ninh Bình mặt chính
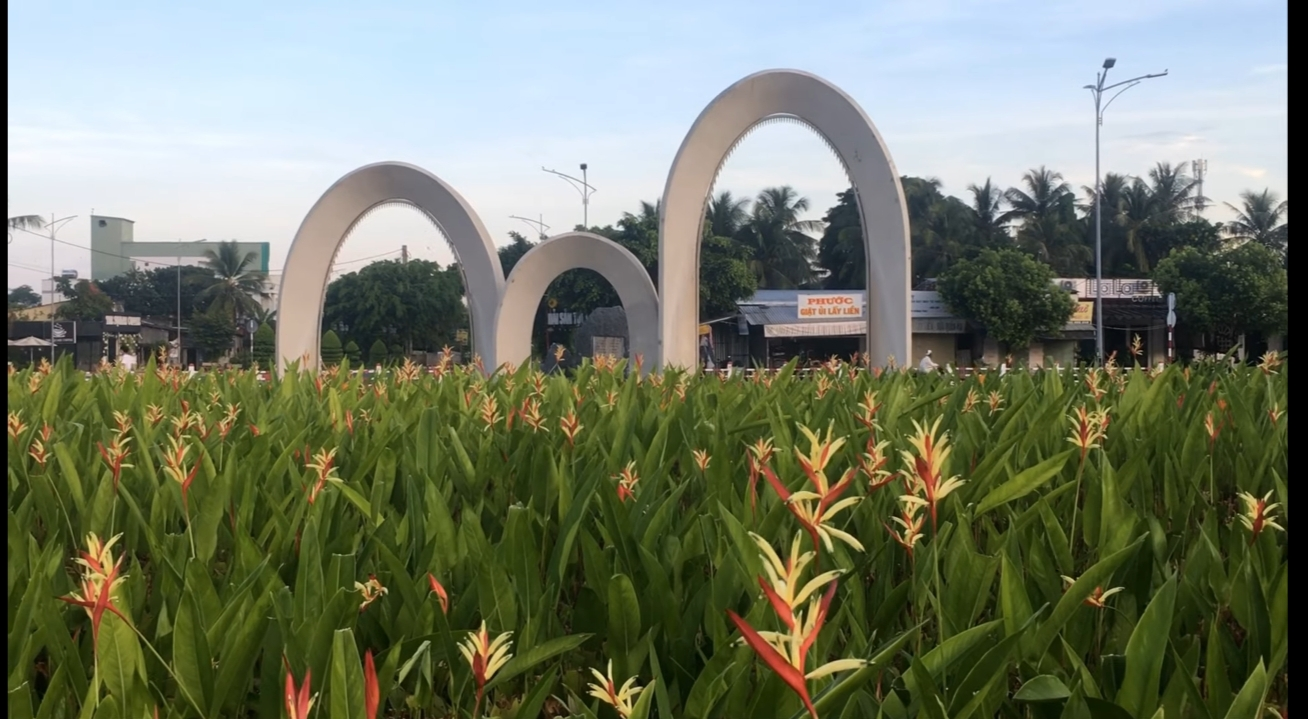
Biểu tượng kết nghĩa Bạc Liêu – Ninh Bình mặt sau
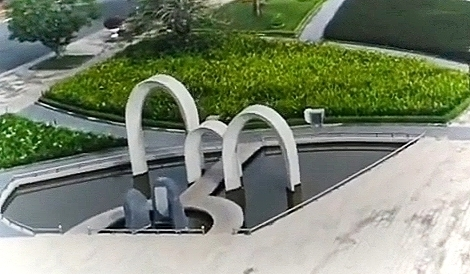
Biểu tượng kết nghĩa Bạc Liêu – Ninh Bình
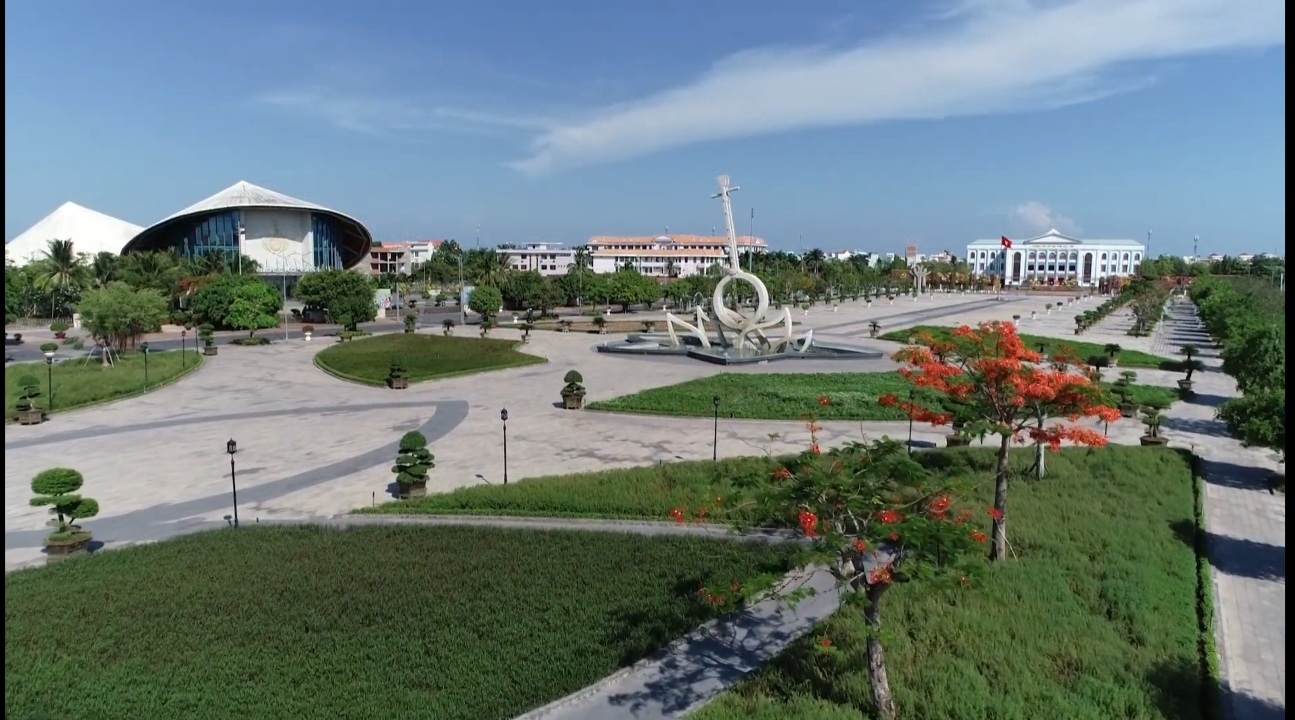
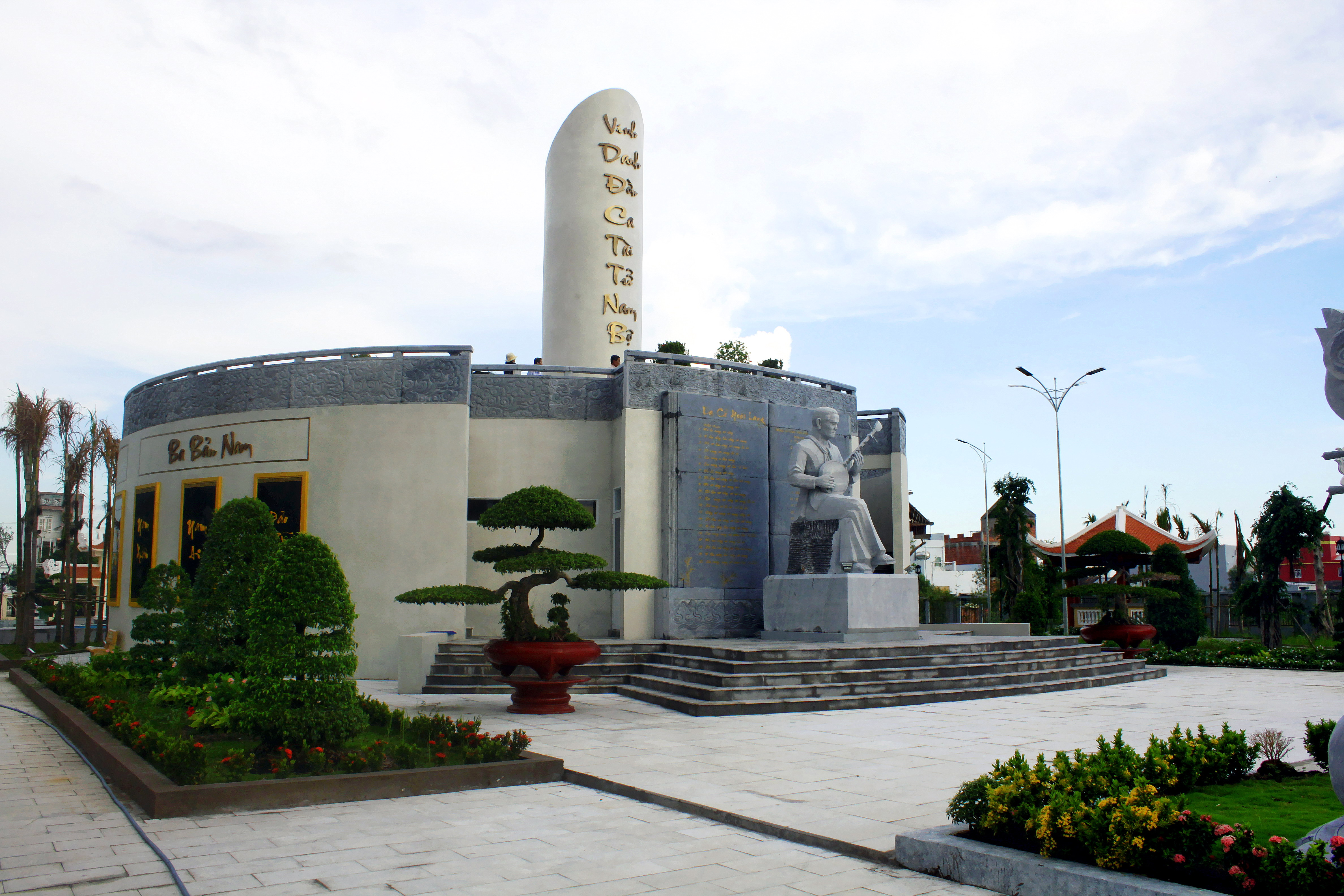
Khu lưu niệm nhạc sĩ Cao Văn Lầu tại phường 2